# Nicander (äldre släkten Småland)
Nicander är en släkt från Småland och innefattar flera prästfamiljer på 1600- och 1700-talen. Från denna släkt har även en gren utvandrat till Finland. Författaren Anders Nicander är medlem av denna släkt. Det finns även en yngre släkt Nicander från Småland. 
Två familjevapen är dokumenterade för släkten:
- Löjtnant Magnus Nicander (född 1699) med följande blasonering; Sköld: En krigare i harnesk med plym på hjälmen i höger hand hållande ett svärd, stående på en uppskjutande klippa. Hjälmprydnad: Två vingar.[källa behövs]
- Johan Adam Nicander (född 1972), med följande blasonering; Sköld: I rött en akaciakvist, en brinnande fackla och en olivkvist, alla stolpvis ställda och av guld. Hjälmtäcke: Rött fodrat med guld. Hjälmprydnad: Ett rött avslitet lejonhuvud med blå beväring.[1] Han tillhör den gren som bildades då barnen till prästen Israel Nicanders dotter Anna-Lena upptog namnet.

## Stamtavla i urval – kända ättlingar
- Per N N, gift med Christina Junandra[2]
  - Magnus Petri Nicander (död 1677), kyrkoherde i Hovmantorps församling, Växjö stift, gift med Kerstin Jonsdotter[3]
    - Petrus Nicander (ca 1648–1701), rektor, Helsingfors, Finland,[2] gift med Margareta Ithimaeus
      - Magnus Nicander (född 1699), löjtnant, hade ett släktvapen som finns dokumenterat[källa behövs]

    - Magnus Nicander (1656–1709), kyrkoherde i Näshults församling, Växjö stift, gift med 1) Christina Kebbonia, 2) Anna Starbeckia och 3) Anna Böttger[4]
      - Erland Nicander (1691–1748), komminister i Stenbrohults församling i Växjö stift[5]
      - Israel Nicander (1704–1745), kyrkoherde i Ryssby församling, som då tillhörde Kalmar stift[6]
      - Anders Nicander (1707–1781), professor, författare och tullkontrollör